# Торки (Англия)
Торки́ (англ. Torquay [tɔrˈkiː]) — город на южном побережье Англии в графстве Девон. Протянулся вдоль берега залива Торбей, практически сросся с соседним городом Пейнтон. В XIX веке был модным морским курортом, заслужившим за свой климат прозвище Английской Ривьеры.
Торки — самый большой из трёх юго-западных курортов Англии, которые вместе административно входят в Торбей. Благодаря Гольфстриму в Торки необыкновенно мягкий климат, 35 км береговой линии с пальмами, соснами, кипарисами.
Хотя иногда утверждается, что английское название Torquay означает «гавань Тора» (сравните: Торсхавн на Фарерских островах), более вероятна версия, согласно которой название города происходит от староанглийского слова кельтского происхождения torr. Формант tor или torre входит в состав многих топонимов в Девоне и Корнуолле.

## География
Торки расположен в красивом месте — области живописных деревень, зелёных полей, крутых холмов и красивых берегов с множеством бухт. Город построен на семи холмах с грандиозными панорамными видами над бухтой. Деревья процветают в городе Торки, который имеет самую теплую зиму и превосходный летний климат в Великобритании. Море, паруса и лодки — важная часть жизни в Торки. Международная пристань и старая гавань — сейчас это стоянка для роскошных спортивных и прогулочных яхт. Торки — современный курорт со стилем и элегантностью прошлого.

## Население
Британская перепись 2001 года подтвердила закрепившуюся за Торки (Торквеем) репутацию города пенсионеров: из 62 963 жителей 26 % старше 60 лет (21 % в среднем по Англии). Дети и молодёжь до 20 лет составляют 23 % населения (против 25 % в среднем по Англии).
Ниже приводится статистика по всему Торбею, включая Пейнтон и Бриксхем.
| Семейное положение | Численность |
| ------------------ | ----------- |
| Холостые           | 26 880      |
| Состоящие в браке  | 53 327      |
| Разведённые        | 14 273      |
| Вдовствующие       | 11 905      |

| Вероисповедание              | Численность |
| ---------------------------- | ----------- |
| Христиане                    | 98 820      |
| Буддисты                     | 196         |
| Индуисты                     | 66          |
| Иудеи                        | 159         |
| Мусульмане                   | 341         |
| Сикхи                        | 50          |
| Другие                       | 476         |
| Атеисты                      | 19 345      |
| Не указавшие вероисповедания | 10 253      |

## Спорт
В городе базируется футбольный клуб Торки Юнайтед, играющий в настоящее время в Национальной лиге Англии.